# 雷震子
雷震子（らいしんし）は古代中国周王朝の始祖・文王（姫昌）の第百子である。『武王伐紂平話』や『春秋列国志伝』、『封神演義』などの小説に登場するが、『史記』などの歴史書には記述がなく、伝説上の人物であるとの見方が主流。

## 封神演義
明代の神怪小説である『封神演義』における雷震子の記述は、先行作品である『武王伐紂平話』『春秋列国志伝』のエピソードを踏襲している。
百人の子供を授かると幸運に恵まれると啓示を受けた姫昌は、百人の子を得ようと励んだが、九十九人までしか達せず、半ば諦めていた。そんな中、紂王の召還命令により朝歌に向かう途中、雷の鳴る燕山の山中で嬰児を見つけた。これを運命と考えた姫昌はこの子供を養子とし、雷震子と名付けた。
通りすがりの仙人・雲中子は相を見て雷震子を気に入り弟子とした。その七年後、雷震子は紂王に追われる姫昌を救援するため、金棍で山を崩して追手を撃退し、空を飛んで姫昌を西岐まで送り届けた。殷（商）の太師・聞仲が西岐に攻め込むと、師匠雲中子の命により下山し、武王に謁見した雷震子は臣下として戦った。周が殷を滅ぼし、封神が完了すると、終南山に戻った。
『封神演義』における雷震子は背中に翼を生やすなど、中国での一般的な雷公像を踏まえたと思われる、半人半鳥の人物として描写されている。